# Stepașkî
Stepașkî (în ucraineană Степашки) este o comună în raionul Haisîn, regiunea Vinnița, Ucraina, formată numai din satul de reședință.

## Demografie
Componența lingvistică a satului Stepașkî
     Ucraineană (98,15%)
     Rusă (1,48%)
     Alte limbi (0,24%)
Conform recensământului din 2001, majoritatea populației satului Stepașkî era vorbitoare de ucraineană (98,15%), existând în minoritate și vorbitori de rusă (1,48%).